# Frontera entre Polònia i Eslovàquia
La frontera entre Polònia i Eslovàquia es la frontera internacional que s'estén d'oest a est entre Polònia i Eslovàquia, ambdós membres de la Unió Europea, i signataris dels acords de Schengen.

## Característiques
S'estén entre el trifini entre Polònia-Eslovàquia-República Txeca, passa pels Carpats i acaba al trifini Polònia-Eslovàquia-Ucraïna. Separa els voivodats polonesos de Subcarpàcia, Petita Polònia i Silèsia de les regions eslovaques de Žilina i Prešov.

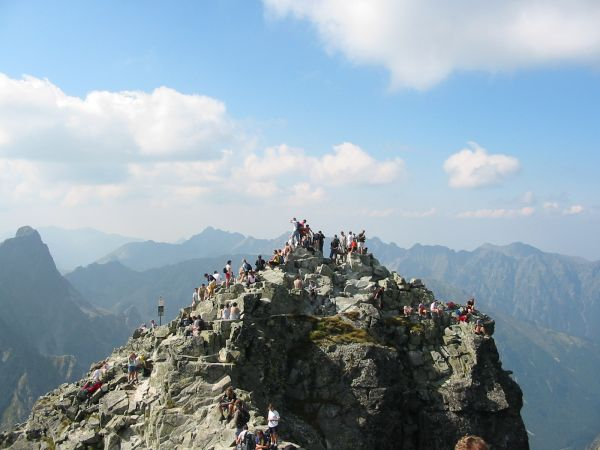
El Rysy és el punt més alt de la frontera entre Polònia i Eslovàquia

El mont Rysy, situat a l'Alt Tatra, sobre l'arc exterior dels Carpats, és el punt culminant de Polònia (2 499,6 metres), alhora que el cim Gerlachovský štít (2 655 m) és el punt més alt d'Eslovàquia.
Fins 1993, abans de la dissolució de Txecoslovàquia, la frontera era d'aquest estat amb Polònia i va ser el doble de temps. Aquesta regió va ser bastant turbulenta i va patir moltes variacions a les seves fronteres des del final del segle xviii fins al final de la Segona Guerra Mundial (1945), amb la definició de les fronteres poloneses.

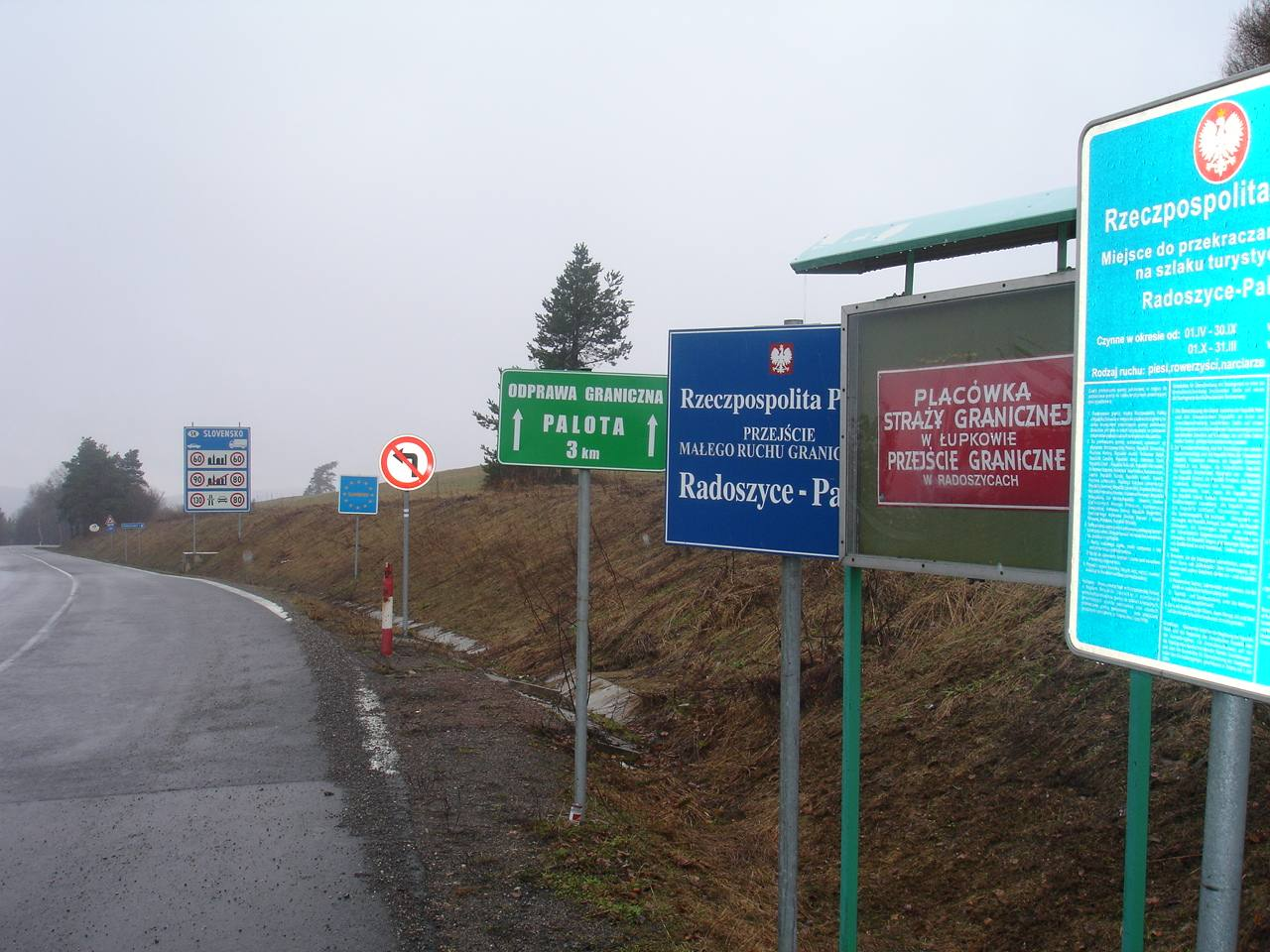
Indicadors fronterers

## Passos ferroviaris
Hi ha tres passos ferroviaris entre Polònia i Eslovàquia.
| Codi UIC | Estació polonesa | Operador | Línia eslovaca | Estació eslovaca  | Operador | Remarques                          |
| -------- | ---------------- | -------- | -------------- | ----------------- | -------- | ---------------------------------- |
| 834      | Zwardoń          | PKP PLK  | 129            | Skalité Serafínov | ŽSR      | Via única electrificada 3 000 V CC |
| 835      | Muszyna          | PKP PLK  | 188            | Plaveč            | ŽSR      | Via única electrificada 3 000 V CC |
| 836      | Lupków           | PKP PLK  | 191            | Medzilaborce      | ŽSR      | Via única no electrificada         |